# شهرستان مارشال (مینه‌سوتا)
شهرستان مارشال، مینه‌سوتا (به انگلیسی: Marshall County, Minnesota) شهرستانی در ایالات متحده آمریکا است که در مینه‌سوتا واقع شده‌است.

## شهرها
- آلوارادو، مینه‌سوتا
- آرگییل، مینه‌سوتا
- گریگلا، مینه‌سوتا
- هولت، مینه‌سوتا
- میدل ریور، مینه‌سوتا
- نوفولدن، مینه‌سوتا
- اسلو، مینه‌سوتا
- استیون، مینه‌سوتا
- استرندکویست، مینه‌سوتا
- وایکینگ، مینه‌سوتا
- وارن، مینه‌سوتا (مرکز شهرستان)